# NGC 4598
NGC 4598 је спирална галаксија у сазвежђу Девица која се налази на NGC листи објеката дубоког неба.
Деклинација објекта је + 8° 23' 0" а ректасцензија 12h 40m 11,9s. Привидна величина (магнитуда) објекта NGC 4598 износи 12,6 а фотографска магнитуда 13,6. NGC 4598 је још познат и под ознакама UGC 7829, MCG 2-32-171, CGCG 70-207, VCC 1827, PGC 42427.